# Colorado Open
Het Colorado Open is een open golfkampioenschap in de Amerikaanse staat Colorado, waar zowel golfprofessionals als -amateurs aan deel mogen nemen. Het wordt georganiseerd door de Colorado Open Golf Foundation. De eerste editie was in 1964 en wordt op wisselende banen gespeeld.
Dave Hill uit Michigan wist het toernooi viermaal te winnen terwijl tweemaal een amateur de overwinning opeiste.

## Winnaars
| - 1964: Bill Bisdorf - 1965: Bill Bisdorf - 1966: Bob Pratt - 1967: Bill Bisdorf - 1968: Vic Kline - 1969: Ted Hart - 1970: Wright Garrett - 1971: Dave Hill - 1972: Gene Torres - 1973: Bill Johnston - 1974: Gary Longfellow (amateur) - 1975: Pat Rea - 1976: Dave Hill - 1977: Dave Hill - 1978: Paul Purtzer | - 1979: Larry Mowry - 1980: Larry Webb - 1981: Dave Hill - 1982: Dan Halldorson - 1983: James Blair - 1984: Willie Wood - 1985: Al Geiberger - 1986: Mark Wiebe - 1987: James Blair - 1988: Steve Jones - 1989: Chris Endres - 1990: Bob Betley - 1991: Bill Loeffler - 1992: Brandt Jobe - 1993: Bill Loeffler | - 1994: Brian Guetz (amateur) - 1995: Mike Zaremba - 1996: Jonathan Kaye - 1997: Doug Dunakey - 1998: Shane Bertsch - 1999: Bill Riddle - 2000: Scott Petersen - 2001: Brett Wayment - 2002: Kevin Stadler - 2003: niet gespeeld - 2004: Bill Loeffler - 2005: Wil Collins - 2006: Dustin White - 2007: John Douma - 2008: Brian Guetz | - 2009: Derek Tolan - 2010: Nathan Lashley - 2011: Ben Portie - 2012: Derek Tolan |

Zie ook de Lijst van State Open golftoernooien